# Edward Whymper
Edward Whymper (Londres, 27 de abril de 1840 - Chamonix-Mont-Blanc, 16 de septiembre de 1911) fue un alpinista y explorador inglés, conocido por ser el primero en ascender el Cervino (Alpes) en 1865 y el Chimborazo en 1880.

## Comienzos
Whymper nació en Londres el 27 de abril de 1840, hijo de un artista. Fue instruido para ser un tallador de madera desde sus primeros años. En 1860, hizo largas incursiones al centro y al oeste de los Alpes para producir por comisión una serie de trabajos sobre escenas alpinas. Entre los objetivos de este paseo se encontraba la ilustración de un intento sin éxito de ascender el Monte Pelvoux, que para ese tiempo se consideraba el mayor pico de los Alpes del Delfinado. Whymper completó exitosamente el ascenso al Monte Pelvoux en 1861, la primera de una serie de expediciones que trajo claridad a la topografía del área en un tiempo en que se encontraba imperfectamente en mapas. De la cima del Monte Pelvoux, Whymper descubrió que era sobrepasado por un pico vecino, que posteriormente sería llamado el Barre des Écrins, que antes de la anexión que hizo Saboya del Mont Blanc a las posesiones de Francia, era el punto más alto en los alpes franceses. Whymper escaló el Barre des Écrins en 1864. De 1861 a 1865 se sucedieron con un número de nuevas expediciones al Macizo del Mont Blanc, a los Alpes Peninos, entre los cuales se encontraba el primer ascenso al Aiguille d'Argentière en 1864, al Aiguille Verte y al Grand Cornier en 1865, el primer cruce del Paso de Moming, y el primer ascenso al Pointe Whymper en la cresta oeste del Dent d'Hérens en 1863.

## El Cervino

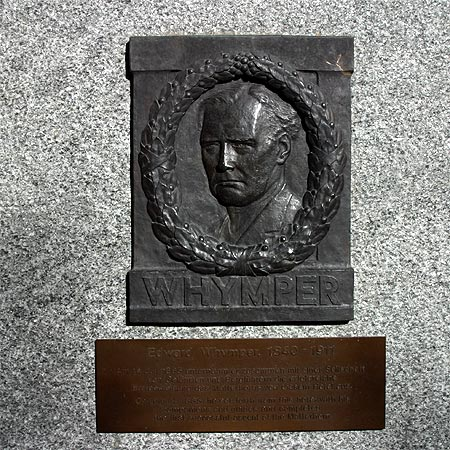
Placa conmemorativa en Zermatt

El profesor John Tyndall y Whymper se emularon entre sí en intentos infructuosos para alcanzar la cima del Cervino por la cresta italiana o Suroeste. Whymper, quien había fallado ya seis veces, estaba decidido a intentar por la cara este, convencido de que su apariencia de precipicio vista desde Zermatt era una ilusión óptica, y que el descenso del estrato, que del lado italiano formaba una serie continua de salientes, haría que el lado contrario fuera una escalera natural. Su intento por donde ahora se encuentra la ruta normal encontró el éxito el 14 de julio de 1865, solo días antes de que lo lograra un equipo italiano. Sin embargo, al descender, cuatro miembros de su equipo resbalaron y murieron, la cuerda entre ellos y los tres miembros sobrevivientes del equipo se rompió y entonces se deslizaron. Existe la controversia de si la cuerda fue cortada o no, pero una investigación formal no encontró ninguna prueba. La historia de estos intentos en el Cervino ocupa gran parte de su libro Scrambles among the Alps (1871), el cual contiene ilustraciones realizadas por el propio Whymper.

## El Chimborazo
La cumbre del volcán Chimborazo es la más alejada del centro de la Tierra, y durante el siglo xix se pensaba aún que esta era la elevación más alta del planeta. El primer hombre en alcanzar la cumbre del Chimborazo fue Edward Whymper, junto a los hermanos Louis y Jean-Antoine Carrel en 1880. Whymper ascendió una segunda vez por un camino diferente el mismo año, con los dos ecuatorianos David Beltrán y Francisco Campaña.